# Red Rabbit
Red Rabbit är en roman från 2002, författad av Tom Clancy.

## Handling
Året är 1982 och den polska fackföreningsrörelsen ”Solidaritet” protesterar mot kommunistregimen. Påven Johannes Paulus II är orolig för att det polska kommunistpartiet med Sovjetunionens hjälp ska försöka krossa Solidaritet med våld och skriver ett brev till den sovjetiska politbyrån där han hotar att avgå som påve och återvända till Polen om det händer.
Dåvarande KGB-chefen Jurij Andropov beslutar att det bästa sättet att neutralisera det hotet är att röja påven ur vägen. Via den bulgariska underrättelsetjänsten Darzjavna Sigurnost lejs en turkisk lönnmördare för att mörda påven.
Major Oleg Zajtsev är kryptoexpert på KGB och ansvarar för sambandet mellan KGB och bulgariska underrättelsetjänsten. Därigenom får han kännedom om planerna på att mörda påven. Vetskapen plågar hans samvete och han bestämmer sig för att hoppa av till väst för att avslöja och förhindra Andropovs plan.
Jack Ryan jobbar åt CIA och är stationerad i London som analytiker och blir beordrad att ta del av operationen som CIA:s agent på plats.